# Jyske mesterskab 1914-15 (fodbold)
Det jyske mesterskab i fodbold 1914-15 var den 17. udgave af turneringen om det jyske mesterskab i fodbold for herrer organiseret af Jysk Boldspils-Union. Finalen i turneringen stod for fjerde år i træk mellem Vejle BK og AaB. For fjerde år i træk vandt Vejle.
Vinderen af turneringen kvalificerede sig til Landsfodboldturneringen 1914-15.

## Nordkredsen

### Kreds 1
| Nr | Hold              | K | V | U | T | Mf |   | Mi | +/- | P                        |
| -- | ----------------- | - | - | - | - | -- | - | -- | --- | ------------------------ |
| 1  | AGF               | 3 | 2 | 0 | 1 | 14 | – | 3  | +11 | 4Kvalificeret til omkamp |
| 2  | AaB               | 3 | 2 | 0 | 1 | 4  | – | 3  | +1  | 4Kvalificeret til omkamp |
| 3  | Randers Freja [b] | 3 | 1 | 0 | 2 | 3  | – | 3  | 0   | 2                        |
| 3  | Skanderborg B [a] | 3 | 1 | 0 | 2 | 1  | – | 12 | −11 | 2                        |

 K: Kampe spillet, V: Vundne kampe, U: Uafgjorte kampe, T: Tabte kampe, Mf: Mål for, Mi: Mål imod, +/-: Måldifference, P: Point

 
1. ^ Skanderborg B udeblev fra kampen mod AaB i Aalborg og blev dømt som taber.
2. ^ Randers Freja udeblev fra den sidste kamp på udebane mod Skanderborg B og blev dømt som taber.

Omkamp om 1. plads
25/4 1915: AaB - AGF 4 - 1 (1 - 0)

### Kreds 2
Viborg FF vandt foran Skive IK, Nykøbing Mors IF og Thisted IK.

### Kredsfinale
9/5 1915: AaB - Viborg FF 5 - 1

## Sydkredsen

### Kreds 4
Vejle BK nr. 1 foran Horsens IK. Øvrige klubber i kredsen var Fredericia BK, Kolding IF og Vejen SF.
Nr. et og to i kreds 4 mødtes om en plads i Sydkredsen finale.
Kvalifikation til kredsfinale
9/5 1915: Vejle BK - Horsens IK. Vejle erklæret som vinder, da Horsens ved stillingen 1-1 i 2. halvleg forlod banen i protest over dommeren.

### Kreds 3
Esbjerg AK vandt foran Holstebro BK og Ringkøbing IF.

### Kredsfinale
13/5 1915: Vejle BK - Esbjerg AK 3 - 0

## Finale
16/5 1915: Vejle - AaB 2 - 1 ( 2 - 0)
Spillet på boldbanen ved Dalgas Avenue i Aarhus.

## Øvrige kilder
- Alstrup, Aksel (1950-1953). "JBU-mesterskabernes fordeling". Jysk Fodbold i Fortid og Nutid - Bind 1 & 2. Odense: Jydsk Boldspil-Union, Østergaards Forlag. s. 88-92.
- Johannes Gandil (1939): Dansk fodbold, Sportsbladets forlag.